# Nebenamt
Nebenamt ist ein Amt im Unterschied zu Hauptamt und Ehrenamt, im Rahmen dessen eine Nebentätigkeit ausgeübt wird.
Eine Nebentätigkeit kann bei einem anderen Arbeitgeber als auch bei dem Arbeitgeber der Haupttätigkeit oder als selbständige Tätigkeit ausgeübt werden.
Grundsätzlich bestehen für Nebentätigkeiten folgende Grenzen:
- Die Nebentätigkeit darf nicht dazu führen, dass die Grenzen des Arbeitszeitgesetzes nicht eingehalten werden.
- Der Arbeitnehmer darf durch seine Nebentätigkeit nicht in Wettbewerb zu seinem Hauptarbeitgeber treten.
- Durch die Nebentätigkeit darf die Arbeitsleistung der Haupttätigkeit nicht beeinträchtigt werden.
- Wird die Nebentätigkeit im Urlaub ausgeübt, so darf sie dem Urlaubszweck, der Erholung, nicht entgegenstehen.

Arbeitsrechtlich bestehen für eine Nebentätigkeit keine Besonderheiten. Das Arbeitsverhältnis unterliegt im Hinblick auf die Rechte und Pflichten der Vertragsparteien, der Sozialversicherung, Steuerzahlung etc. den allgemeinen arbeitsrechtlichen Vorschriften und Grundsätzen.

## Richter im Nebenamt in Deutschland
Für die Dauer von mindestens zwei Jahren können beim Oberverwaltungsgericht und bei Verwaltungsgerichten ordentliche Professoren des Rechts und Berufsrichter anderer Gerichte zu Richtern im Nebenamt ernannt werden. Vergleiche hierzu § 16 VwGO.

## Politik im Nebenamt in der Schweiz
Parlamentsmitglieder in der Schweiz sind keine Berufspolitiker, sondern Politiker im Nebenamt.

## Öffentlicher Dienst in Deutschland
§ 97 BBG unterscheidet zwischen einem Nebenamt und einer Nebenbeschäftigung.
Der Beamte ist verpflichtet, auf Verlangen seiner obersten Dienstbehörde eine Nebentätigkeit (Nebenamt oder Nebenbeschäftigung) im öffentlichen Dienst zu übernehmen und fortzuführen, sofern diese Tätigkeit seiner Vorbildung oder Berufsausbildung entspricht und ihn nicht über Gebühr in Anspruch nimmt. Vergleiche hierzu § 99 und § 100 BBG.